# 玉涵堂
玉涵堂位于中国江苏省苏州市姑苏区阊门外广济路东杨安浜16号，为明代吏部尚书吴一鹏的故居，俗称阁老厅。

## 历史
玉涵堂占地面积5000多平方米，建筑面积6000多平方米，建筑群可分为三路，中路又分为五进，是苏州唯一一座明代建筑。
1982年被列为苏州市文物保护单位，2011年被列为江苏省文物保护单位。